# Stipagrostis lanata
Stipagrostis lanata là một loài thực vật có hoa trong họ Hòa thảo. Loài này được (Forssk.) De Winter miêu tả khoa học đầu tiên năm 1963.